# Wilton, Connecticut
Wilton är en kommun (town) i Fairfield County i delstaten Connecticut, USA med cirka 17 633 invånare (2000). Den har enligt United States Census Bureau en area på totalt 71,0 km² varav 1,1 km² är vatten.